# Brennan Brown
Pour l’article homonyme, voir Brown.
Brennan Brown, né le 23 novembre 1968 à Los Angeles, est un acteur américain. Il est marié à l'actrice Jenna Stern depuis 1998.

## Filmographie

### Au cinéma
- 2007 : La Fille dans le parc (The Girl in the Park) de David Auburn : Un fan
- 2007 : Turn the River (en) de Chris Eigeman : Randolph
- 2009 : I Love You Phillip Morris de Glenn Ficarra et John Requa : Larry Birkheim
- 2009 : Jeux de pouvoir (State of Play) de Kevin Macdonald : Andrew Pell
- 2011 : Detachment de Tony Kaye : Greg Raymond
- 2015 : Diversion (Focus) de John Requa et Glenn Ficarra : Horst
- 2019 : The Wolf Hour de Alistair Banks Griffin : Hans
- 2019 : Midway : le commandant Joseph Rochefort

### À la télévision
Séries télévisées
- 2000 – 2001 : New York, unité spéciale (Law and Order: Special Victims Unit) (saison 2, épisodes 7 et 14) : avocat de la défense Brandon Walsh
- 2001 : Enquêtes à la une (Deadline), épisode « Les Arnaqueurs (Somebody's Fool) » (1-9) : Un ingénieur
- 2001 – 2009 : New York, police judiciaire (Law and Order), 3 épisodes : Divers rôles
- 2001 : The Education of Max Bickford (en), épisode « A Very Great Man » (1-8) : Ron Zinn
- 2003 – 2010 : New York, section criminelle (Law & Order: Criminal Intent), 2 épisodes : Divers rôles
- 2006 : Kidnapped, épisode « La Morsure du passé (Sorry Wrong Number) » (1-3) : Paul Levine
- 2008 : John Adams, 2 épisodes : Robert Treat Paine
- 2008 : Gossip Girl, épisode « Cyrus en veut plus (Bonfire of the Vanity) » (2-10) : M. Smith
- 2009 : Damages, épisode « La Fusion (I Agree, It Wasn't Funny) » (2-5) : Arthur Phillips
- 2009 : Ugly Betty, 2 épisodes : Miles Foster
- 2010 : Miss Marple (Agatha Christie's Miss Marple), épisode « Le Miroir se brisa (The Mirror Crack'd from Side to Side) » (5-4) : Hailey Preston
- 2012 – 2013 : Person of Interest, 9 épisodes : L'agent spécial Nicholas Donnelly
- 2013 : Breaking Bad, épisode « L'Origine du mal (Granite State) » (5-15) : Le procureur
- 2013 : The Good Wife, épisode « Big Brother (The Bit Bucket) » (5-2) : Robert Hortense
- 2013 – 2014 : It Could Be Worse, 9 épisodes : Rich
- 2014 : Sleepy Hollow, épisode « Le Tombeau oublié (The Indispensable Man) » (1-12) : Tom
- 2014 : The Blacklist, épisode « Berlin (1re partie) (Berlin (No. 8)) » (1-21) : Le docteur Nikolaus Vogel
- 2014 – 2015 : Beauty and the Beast, 8 épisodes : Le capitaine Ward
- 2014 : Elementary, épisode « Le Crime parfait (Enough Nemesis To Go Around) » (3-1) : Kevin Elspeth
- 2014 – 2015 : Mozart in the Jungle, 8 épisodes : Edward Biben
- 2015 : Madam Secretary, épisode « The Time is at Hand » (1-18) : Larry Ames, un membre du Congrès
- 2015 – 2019 : Le Maître du Haut Château : Robert Childan
- 2015 – 2016 : Chicago Med, 3 épisodes : Le docteur Sam Abrams
- 2018 : The Sinner, 3 épisodes : Lionel Jeffries

Téléfilms
- 2002 : Monday Night Mayhem (en) d'Ernest R. Dickerson : Bob Goodrich
- 2013 : Gilded Lilys de Brian Kirk : M. Lavage
- 2015 : Occult de Rob S. Bowman : Monroe, le directeur adjoint